# ひとつになって
ひとつになって（하나되어、ハナデオ、ハナディオ）は、1999年4月に韓国演芸製作者協会が企画・制作した曲である。歌手名義はNOW N NEW（나우앤뉴）。
韓国を代表する歌手22組による合唱（リレー形式）であり、韓国版「ウィ・アー・ザ・ワールド」とも呼ばれる。アルバム『NoW n NeW』に収録されている。

## 参加者(登場順)
1. キム・ジョンミン
2. オム・ジョンファ
3. チョ・ソンモ
4. POSITION
5. イ・スンファン
6. イム・チャンジョン
7. Roo'Ra
8. キム・ヒョンジョン
9. シン・ヒョボム
10. シン・スンフン
11. イ・ソニ
12. FIN.K.L
13. パク・チユン
14. Sechs Kies
15. 1TYM
16. JINUSEAN
17. H.O.T
18. キム・ゴンモ
19. キム・ジョンソ
20. キム・ギョンホ
21. イ・ジョンヒョン
22. イ・スンチョル